# Chiara Saraceno
Chiara Saraceno (Milán, 20 de octubre de 1941) es socióloga, filósofa y académica italiana. Fue reconocida como Gran oficial de la Orden al Mérito de la República Italiana.

## Trayectoria
Chiara es licenciada en Filosofía. Desde 2008 es docente de Sociología de la familia en la Facultad de Ciencias Políticas en la Universidad de los Estudios de Turín. Del 2006 a junio del 2011 fue docente de investigación en el Wissenschaftszentrum für Sozialforschung de Berlín. Fue honoraria del Colegio Carlos Alberto de Turín.
Sus estudios están enfocados en temas sobre la familia, lo femenino, la pobreza y las políticas sociales.
Participó en dos comisiones gubernamentales sobre los estudios sobre la pobreza. La primera, presidida por Ermanno Gorrieri y elegida por el entonces presidente de la junta Bettino Craxi, sucesivamente, del 1996 al 2001, la segunda por la entonces ministra de la solidaridad social Livia Turco. Entre el 1999 y el 2001 fue también su presidenta.
Es editora de los diarios la República y la Prensa.

## Reconocimientos
En 2005 fue reconocida como Gran oficial de la Orden al mérito de la República Italiana y seleccionada como miembro de la República Italiana del Presidente Carlo Azeglio Ciampi.
En 2011 fue elegida como miembro de la Academia Británica.
En 2017 recibió el Premio Feronia-Ciudad de Fiano.

## Publicaciones (selección)
- Poverty en Italy (con D. Benassi y Y. Morlicchio), Policy Press, Bristol, 2020.
- El equívoco de la familia, Laterza, Bari, 2017.
- Mamás y papás. Los exámenes no finalizan nunca, el Molino, Bolonia.
- El trabajo no basta. La pobreza en Europa en los años de la crisis, Feltrinelli, Milán, 2015.
- El welfare. Modelos y dilemas de la ciudadanía social, el Molino, Bolonia, 2013.
- Herencia, Rosenberg & Sellier, Turín, 2013.
- con Manuela Naldini, Sociología de la familia, el Molino, tercera y. actualizada, Bolonia, 2013.
- con Nicola Sartor, Giuseppe Sciortino (eds), Extranjeros y desiguales, el Molino, Bolonia, 2013.
- con Jane Lewis, Arnlaug Leira (eds), Families and Family policies, Edward Elgar, Cheltenham, 2012.
- con M. Naldini, Conciliar familia y trabajo. Vecchi y nuevos pactos entre sexos y generaciones, el Molino, 2011.
- Ciudadanos a medias, Rizzoli, Milán, 2012.
- Parejas y familias. No es cuestión de naturaleza, Feltrinelli, Milán, 2012 (2.ª edición actualizada 2016).
- con G. Laras, Honra el padre y la madre, el Molino, Bolonia, 2010.
- con Andrea Brandolini y Antonio Schizzerotto (eds.), Dimensiones de la desigualdad en Italia: pobreza, salud, habitación, el Molino, Bolonia, 2009.
- Families, Ageing and Social Policy. Intergenerational Solidarity en European Welfare States, Cheltenham, UK: Edward Elgar, 2008.
- con Leira, Arnlaug (eds.), Childhood: Changing Contexts. Comparative Social Research, Vol. 25, Bingley, UK: Emerald, 2008.
- con Alber, Jens y Tony Fahey (eds.), Handbook of Quality of Life en the Enlarged European Union, London: Routledge, 2007.
- a cura de, Dinámicas asistenciales en Europa, el Molino, Bolonia, 2004.
- con Andrea Brandolini (eds.), Pobreza y bienestar. Una geografía de las desigualdades en Italia, Investigaciones y estudio de la Institución Cattaneo, el Molino, 2007.
- Mutamenti de la familia y políticas sociales en Italia, el Molino, Bolonia, 2003.
- Prefacio para Joel Bakan (2012), Assalto all’infanzia. Come le corporation stanno trasformando i nostri figli in consumatori sfrenati, Milano, Giangiacomo Feltrinelli Editore, trad. Stefano Valenti, ISBN 978-88-07-17228-1

## Otros proyectos
- Wikimedia Commons alberga una galería multimedia sobre Chiara Saraceno.